# Arthur Budau
Arthur Budau, auch Artur Budau, (* 4. Jänner 1856 in Podgórze; † 13. Februar 1923 in Konstanz) war ein österreichischer Hydrotechniker und Hochschullehrer.

## Leben und Wirken
Budau war ein Sohn des Oberingenieurs Josef Budau und dessen Frau Rosalia Budau. Er selbst heiratete 1886 Anna geborene Wenzel (Wentzel) (1860–1941).
Budau besuchte das Untergymnasium in Görz und das Obergymnasium der Wiener Theresianischen Akademie. Von 1873 bis 1877 studierte er Maschinenbau an der Technischen Hochschule Wien. Danach arbeitete er in mehreren Industrieunternehmen. 1879 begann er als Konstrukteur und Betriebsingenieur und ging 1885 nach Biella, wo der Ausbau der Wasserkraft begann. Von 1893 bis 1899 arbeitete er dort als selbstständiger Zivilingenieur. Anschließend ging er als Konstrukteur zur Leobersdorfer Maschinenfabrik, die Turbinen produzierte. Währenddessen beschäftigte er sich mit theoretischen Fragestellungen zur Regulierung hydraulischer Apparate. Er schrieb darüber mehrere Artikel und bekam einige Patente. Darüber hinaus erstellte er flugtechnische Studien und hielt 1903 einen Vortrag vor dem Österreichischen Ingenieur- und Architekten-Verein (ÖIAV).
1904 folgte Budau einem Ruf als außerordentlicher Professor an die Technische Hochschule Wien. An dem neu geschaffenen Lehrstuhl unterrichtete er den Bau von Wasserkraftmaschinen und Pumpen. Im Wintersemester 1908/1909 hielt er eine erste Vorlesung über Theorie und Bau von Flugapparaten. 1908 beurteilte er als Hauptgutachter die Dissertation von Viktor Kaplan, den er auch darüber hinaus förderte. Budau leitete den Bau eines hydromechanischen Versuchslabors, das 1909 an der Technischen Hochschule Wien entstand, um neue Erkenntnisse zu Wasserkraftmaschinen zu gewinnen. 1910 wurde er zum ordentlichen Professor ernannt. Sein „Kurzgefaßtes Lehrbuch der Hydraulik, Hydrostatik, Hydrodynamik, Hydrometrie“ aus dem Jahr 1913 erschien bis 1921 in 3. Auflage.
Während seiner Zeit an der Hochschule blieb Budau in Kontakt mit der Wirtschaft und Berufsverbänden. In den Jahren 1906 und 1907 übernahm er das Amt des Vizepräsidenten des Elektrotechnischen Vereins. Von 1907 bis 1909 fungierte er als Obmann der Fachgruppe der Maschineningenieure im ÖIAV. Als Mitglied des Österreichischen Flugtechnischen Vereins übernahm er lange die Chefredaktion der Vereinszeitschrift. Der Patentgerichtshof nahm ihn 1912 als Mitglied auf.
Aus Krankheitsgründen suchte Budau Anfang 1923 ein Sanatorium in Konstanz auf, in dem er wenig später starb. Er wurde in Wien-Mauer beigesetzt.

## Ehrungen
Im Jahr 1913 erhielt Budau den Orden der Eisernen Krone III. Klasse, 1922 wurde er zum Hofrat ernannt.